# Umbilicus
Umbilicus là một chi thực vật có hoa trong họ Crassulaceae.